# Sandra Korzeniak
Sandra Korzeniak (* 23. September 1976 in Krakau, Polen) ist eine polnische Schauspielerin.

## Leben
Sandra Korzeniak kam 1976 in Krakau zur Welt. Schon als Kind hatte sie den Wunsch, Schauspielerin zu werden. Sie studierte dann Schauspiel an der Theaterschule in Krakau und machte im Jahr 2000 ihren Abschluss, woraufhin sie Ensemblemitglied am Stary Teatr wurde und dort acht Jahre lang spielte, häufig unter der Regie von Krystian Lupa. 2008 wechselte sie an das Teatr Dramatyczny in Warschau. 2009 erhielt sie für ihre Darstellung von Marilyn Monroe in Lupas Inszenierung Persona. Marilyn den Paszport Polityki in der Kategorie Theater.
Ab den 2010er Jahren wirkte sie vermehrt in Film- und Fernsehproduktionen mit. Für ihre Rolle der Barbara Sadowska in dem Film Ungesühnte Schläge (im Original Żeby nie było śladów) wurde sie für den  Polnischen Filmpreis als Beste Hauptdarstellerin nominiert.

## Filmografie
- 2018: Dziura w glowie
- 2020: Triple Trouble – Ärger hoch drei! (Tarapaty 2)
- 2021: Ungesühnte Schläge (Żeby nie było śladów)
- 2022: Dzien i noc
- 2023: The Green Border (Zielona granica)